# Gouvernement McLeish
Écosse autonome
Dewar McConnell I
Le gouvernement McLeish (en anglais : McLeish Government) est le gouvernement de l'Écosse du 27 octobre 2000 au 8 novembre 2001.
Il est formé par Henry McLeish, élu Premier ministre le 27 octobre 2000, et succède au gouvernement Dewar. Il est constitué d'une coalition entre le Parti travailliste écossais (Lab) et le Libéraux-démocrates (LibDem).
Il est remplacé par le gouvernement McConnell I.

## Historique du mandat
Dirigé par le nouveau Premier ministre travailliste Henry McLeish, précédemment Ministre des Entreprises et de la Formation continue, ce gouvernement est constitué et soutenu par une coalition de centre gauche entre le Parti travailliste écossais (SLP) et les Libéraux-démocrates écossais (SLD). Ensemble, ils disposent de 73 députés sur 129, soit 56,6 % des sièges du Parlement.
Il est formé à la suite du décès de Donald Dewar. En effet, le 10 octobre 2000, Dewar est victime d'une hémorragie intra-cérébrale. Hospitalisé en urgence, il meurt dès le lendemain, à 63 ans.
Ce gouvernement comprend toujours deux Libéraux-démocrates et connaît des ajustements. Le gouvernement ressemble beaucoup au précédent gouvernement étant donné qu'il n'y a aucun départ, néanmoins de nombreux ministres changent de poste comme Jack McConnell qui passe des Finances à l'Éducation ou encore Wendy Alexander qui reprend la succession de McLeish au poste de ministre des Entreprises. À noter qu'il y a tout de même deux nouveaux ministres : Jackie Baillie au poste de ministre de la Justice sociale et 		Angus McKay aux Finances et aux affaires locales.
À la suite du scandale Officegate, Henry McLeish démissionne. Jack McConnell est alors choisi et forme son premier gouvernement.

## Investiture
Henry McLeish est élu Premier ministre le 26 octobre 2000 avec l'appui des libéraux-démocrates.
| Candidat | Candidat        | Parti        | Voix |
| -------- | --------------- | ------------ | ---- |
|          | Henry McLeish   | Travailliste | 68   |
|          | John Swinney    | SNP          | 33   |
|          | David McLetchie | Conservateur | 19   |
|          | Dennis Canavan  | Indépendant  | 3    |

## Composition
| Portefeuille                                                     | Titulaire | Titulaire       | Parti |
| ---------------------------------------------------------------- | --------- | --------------- | ----- |
| Premier ministre                                                 |           | Henry McLeish   | SLP   |
| Vice-Premier ministre Ministre de la Justice                     |           | Jim Wallace     | SLD   |
| Ministre de l'Éducation, de l'Europe et des Affaires extérieures |           | Jack McConnell  | SLP   |
| Ministre de la Justice sociale                                   |           | Jackie Baillie  | SLP   |
| Ministre des Entreprises et de la Formation continue             |           | Wendy Alexander | SLP   |
| Ministre de l'Environnement, des Sports et de la Culture         |           | Sam Galbraith   | SLP   |
| Ministre des Finances et des Affaires locales                    |           | Angus McKay     | SLP   |
| Ministre de la Santé et des Services sociaux                     |           | Susan Deacon    | SLP   |
| Ministre des Affaires parlementaires                             |           | Tom McCabe      | SLP   |
| Ministre du Développement rural                                  |           | Ross Finnie     | SLD   |
| Ministre des Transports et de la Planification                   |           | Sarah Boyack    | SLP   |
| Lord Advocate                                                    |           | Colin Boyd      | SLP   |